# GNU IceCat
GNU IceCat, dříve známe jako GNU IceWeasel je svobodný internetový prohlížeč vydávaný projektem GNU, odvozený od prohlížeče Mozilla Firefox. Je kompatibilní s Linuxem, Windows, Androidem i OS X.
Projekt GNU se snaží udržovat IceCat synchronizovaný s vývojem Firefoxu, ze kterého odstraňuje všechen chráněný obsah. A také udržuje seznam svobodných zásuvných modulů. Kromě toho přidává několik bezpečnostních prvků které nejsou součástí Firefoxu.

## Vydané verze
- IceCat 2 (Verzované jako 2.0.0.11-g1, vydané 12. ledna 2008)
- IceCat 3 (23. července 2008)
- IceCat 4 (10. dubna 2011)[4]
- IceCat 5 (27. června 2011)[5]
- IceCat 6
- IceCat 7
- IceCat 9
- IceCat 10
- IceCat 12
- IceCat 13
- IceCat 14
- IceCat 17
- IceCat 24
- IceCat 31 (2014)[6]
- IceCat 38 (2015)[7]
- IceCat 45
- IceCat 52
- IceCat 52.1

Vydání jsou obvykle synchronní s vydáním zdrojového kódu Mozilla Firefox s prodlouženou podporou (ERS).

## Dodatečné bezpečnostní prvky
IceCat obsahuje dodatečné bezpečnostní prvky, jako například možnost blokovat obrázky třetích stran s nulovou délkou které vedou k získání cookies třetích stran, které slouží ke sledování uživatelů (Tato vlastnost byla obsažená ve Firefoxu 1.0, 1.5, a 3.0, ale byla odstraněna ve verzi 2.0). GNU IceCat také upozorňuje na přesměrování URL.
Ve verzi 3.0.2-g1, by na seznam důvěryhodných kořenových certifikátů přidána certifikační autorita CAcert.org. Na základě rozhodnutí vzniklém v diskusi na mailing listu savannah-hackers-public.
Rozšíření GNU LibreJS detekuje a blokuje nesvobodný netriviální JavaScript.
IceCat také umožňuje nastavit různá řetězec user agent pro různé domény pomocí about:config.